# 巴朗通比尼
巴朗通比尼（法語：Barenton-Bugny，法語發音：[baʁɑ̃tɔ̃ byɲi]）是法国上法蘭西大區埃纳省的一个市镇，属于拉昂区。

## 地理
巴朗通比尼（49°37'59"N, 3°39'5"E）面积11.38 平方千米，位于法国上法蘭西大區埃纳省，该省份为法国北部内陆省份，北起北部省，西接索姆省和瓦兹省，东临阿登省和马恩省，西南至塞纳-马恩省，东北部与比利时接壤。
与巴朗通比尼接壤的市镇（或旧市镇、城区）包括：欧努瓦苏拉昂、巴朗通塞勒、尚布里、格朗吕普费、拉昂、蒙索勒瓦斯特、萨穆西、塞尔河畔韦尔讷伊。

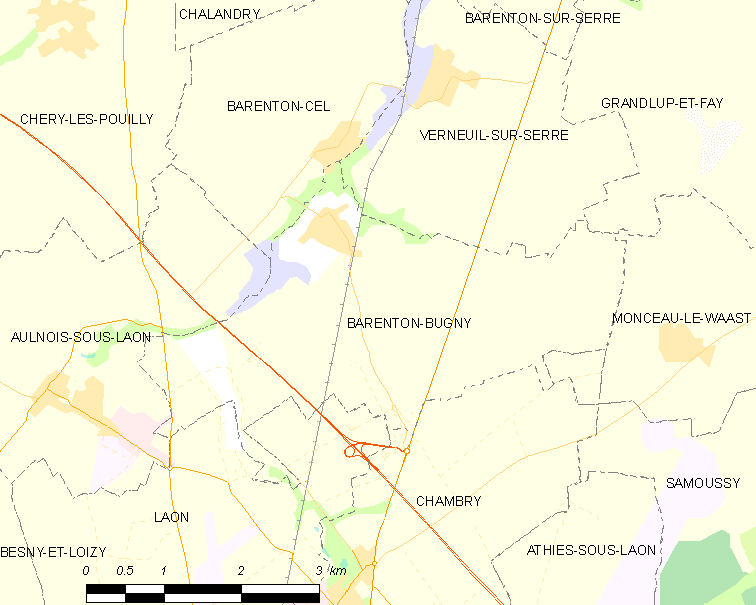
巴朗通比尼的OSM定位图

巴朗通比尼的时区为UTC+01:00、UTC+02:00（夏令时）。

## 行政
巴朗通比尼的邮政编码为02000，INSEE市镇编码为02046。

## 政治
巴朗通比尼所属的省级选区为马尔勒县。

## 人口

1962-2008年间巴朗通比尼人口变化图示

巴朗通比尼于2022年1月1日时的人口数量为556人。